# Хлусович, Иван Михайлович
Иван Михайлович Хлусович (19 марта 1911, Смоленская губерния — 12 июля 2001, Львов) — советский военачальник, военный лётчик, участник Гражданской войны в Испании, Боев на Халхин-Голе и Великой Отечественной войны, командир истребительных авиационных соединений ВВС РККА и ВВС Польши, полковник (04.02.1944).

## Биография
Родился 19 марта 1911 года в деревне Голубовичи Краснинского уезда Смоленской губернии Российской империи. Русский. Окончил 4 класса в деревне Голубовичи. С июня 1926 по июль 1928 года учился в школе ФЗУ при фабрике «Шерсть-сукно», затем до октября 1929 года на вечернем ускоренном рабфаке при этой же фабрике, затем до января 1930 года на дневном рабфаке при текстильном институте в Москве. С января 1930 по май 1932 года работал запасным подмастерьем и слесарем на Краснохолмской фабрике № 13.
В Красной армии с мая 1932 года. Окончил 11-ю военную школу летчиков в Луганске в 1933 году, 1 курс Военной академии командного и штурманского состава ВВС Красной армии в Монино в 1941 году, курсы усовершенствования начальствующего состава при Военной академии командного и штурманского состава ВВС Красной армии в Монино в 1950 году, авиационный факультет Высшей военной академии Генерального штаба имени К. Е. Ворошилова в 1954 году.
После призыва направлен в 11-ю школу военных пилотов в Луганске. Окончив её в декабре 1933 года, служил в 107-й истребительной эскадрильи 83-й истребительной авиационной бригады Белорусского военного округа. 14 апреля 1936 года присвоено звание лейтенанта.
С мая 1937 года по январь 1938 года в должности командира звена принимал участие в национально-революционной войне в Испании. Выполнил около 140 боевых вылетов (174 часа налёта), провёл 25 воздушных боёв. За боевые отличия награждён орденами Ленина (02.03.1938 г.) и Красного Знамени (22.10.1937 г.). По возвращении в СССР назначен командиром эскадрильи в 58-ю авиабригаду Белорусского военного округа в Оршу. 19 февраля 1938 года присвоено звание капитан.
В июне 1939 года направлен в Монголию на должность командира эскадрильи 56-го истребительного авиационного полка. По окончании боевых действий на реке Халхин-Гол в октябре он назначен штурманом-заместителем командира 9-го истребительного авиаполка ВВС Забайкальского военного округа в городе Чита. В мае 1940 года командирован на учёбу в Военную академию командного и штурманского состава ВВС Красной армии.
С началом Великой Отечественной войны капитан И. М. Хлусович в июне 1941 года, по окончании 1-го курса академии, был направлен в действующую армию и назначен заместителем командира 129-го истребительного авиационного полка 46-й истребительной авиационной дивизии ВВС Западного фронта. С августа был штурманом 180-го истребительного авиационного полка, а с октября вступил в командование этим полком. Полк участвовал в боях на Западном и Калининском
фронтах. За боевые отличия, успешное выполнение боевых задач полк был переименован в 30-й гвардейский истребительный авиационный полк.
С 16 декабря 1943 года подполковник И. М. Хлусович вступил в командование 10-й гвардейской истребительной авиадивизией, входившей в состав 10-го истребительного авиационного Сталинградского корпуса 2-й воздушной армии 1-го Украинского фронта. В конце мая 1944 года полковник И. М. Хлусович был зачислен в резерв офицерского состава ВВС, затем в сентябре
направлен в Войско Польское на должность командира 1-й Польской истребительной авиационной дивизии и командовал её до конца войны.
После окончания войны полковник И. М. Хлусович продолжил командовать дивизией до декабря 1946 года, затем был зачислен в резерв офицерского состава ВВС. В феврале 1947 года назначен старшим инспектором-летчиком 17-й воздушной армии, с октября 1949 года — на курсах усовершенствования начальствующего состава при Военной академии командного и штурманского состава ВВС Красной армии в Монино. С июня 1950 года назначен командиром 175-й истребительной авиационной дивизии 58-го истребительного авиационного корпуса 26-й воздушной армии Белорусского военного округа.
С сентября 1952 года по ноябрь 1954 года учился на авиационном факультете Высшей военной академии Генерального штаба имени К. Е. Ворошилова, затем в 1954 году назначен заместителем командира 52-го истребительного авиационного корпуса ВВС Таврического военного округа. В мае 1958 года уволен в запас.
Проживал во Львове на Украине. Умер 12 июля 2001 года.

## Награды
- Орден Ленина[1];
- 3 ордена Красного Знамени[1];
- Орден Александра Невского[1];
- Орден Отечественной войны I степени[1];
- 2 Ордена Красной Звезды[1];
- Медаль «За боевые заслуги»;
- Медаль "За взятие Берлина";
- Медаль «За победу над Германией в Великой Отечественной войне 1941—1945 гг.»;
- медали

Иностранные награды:
- Орден Возрождения Польши 4 степени (04.06.1945);
- Золотой Крест Заслуги (Польша, 23.02.1946);
- Орден «Крест Грюнвальда» III степени (Польша, 01.10.1946);
- Медаль «Победы и Свободы» (Польша, 26.10.1945);
- Медаль «За Одру, Нису и Балтику» (Польша, 26.10.1945).